# Taubertal-Festival

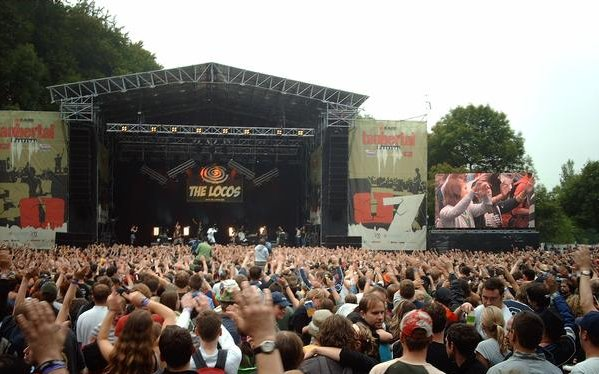
The Locos auf der Hauptbühne 2007

Festivalgelände abends mit Blick auf Stadt Rothenburg

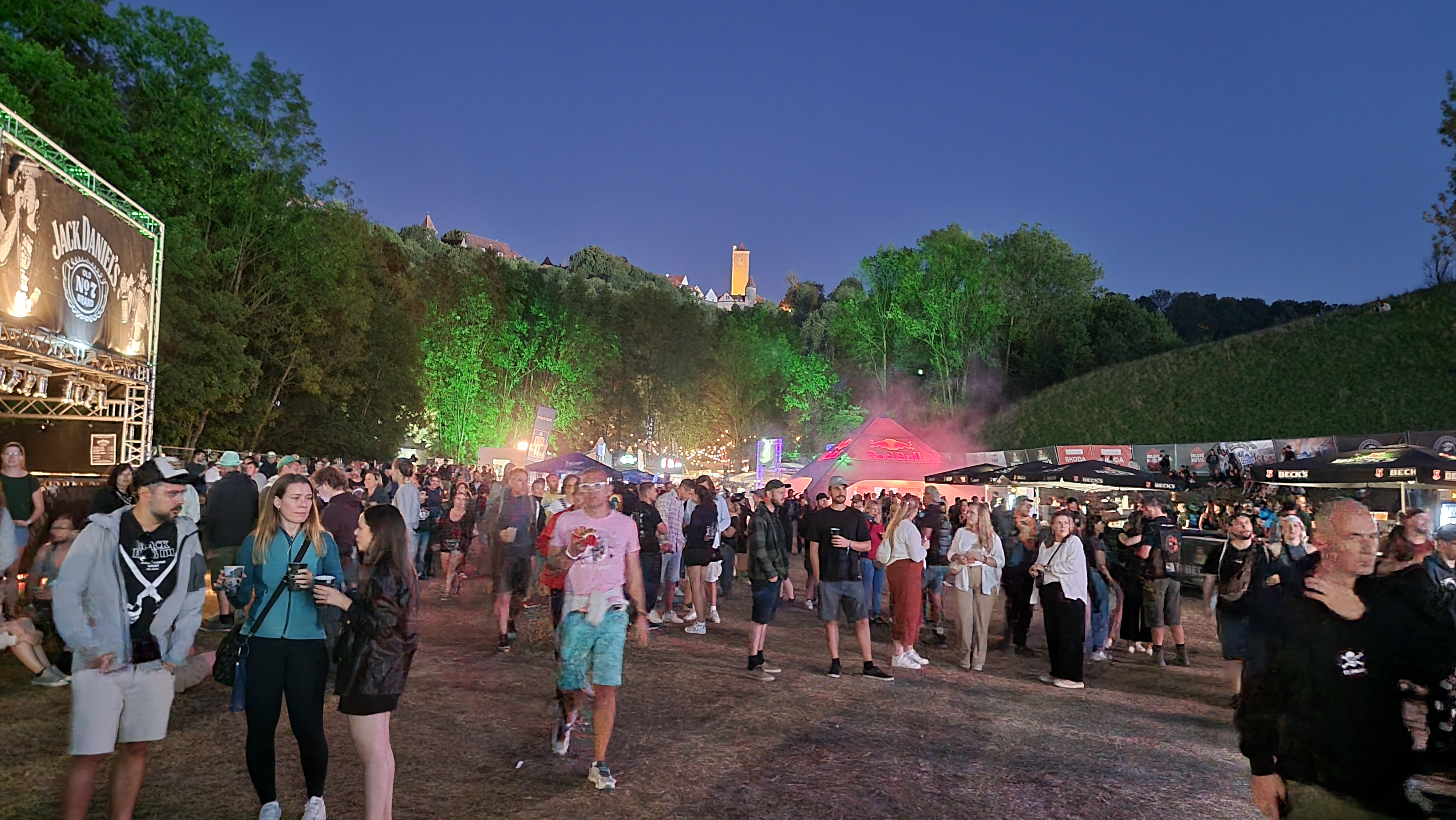
Festivalgelände am Abend mit Blick auf Stadt Rothenburg

Das Taubertal-Festival oder Taubertal-Openair ist ein Rock- und Pop-Freiluft-Musikfestival, das seit 1996 jährlich am zweiten Augustwochenende im Taubertal in Rothenburg ob der Tauber, Bayern, stattfindet.

## Das Festival
Das Festival erstreckt sich über vier Tage, an denen jeweils rund 18.500 (Stand 2014) Besucher auf dem Gelände gezählt werden. Das Festivalgelände auf der Rothenburger Eiswiese wird auf der in Blickrichtung zur Hauptbühne liegenden linken Seite durch einen steilen Hang und zur rechten Seite vom Wasser der Tauber eingegrenzt.
Am anderen Ende des Festivalgeländes steht eine zweite, die „Sounds for Nature“-Bühne, auf der unter anderem jedes Jahr das Finale des weltweiten Nachwuchsband-Wettbewerbs Emergenza stattfindet. Im Wechsel mit den regulären Bands treten die Nachwuchskünstler auf dieser zweiten Bühne auf, die Gewinner des Wettbewerbs dann schließlich noch einmal auf der Hauptbühne.

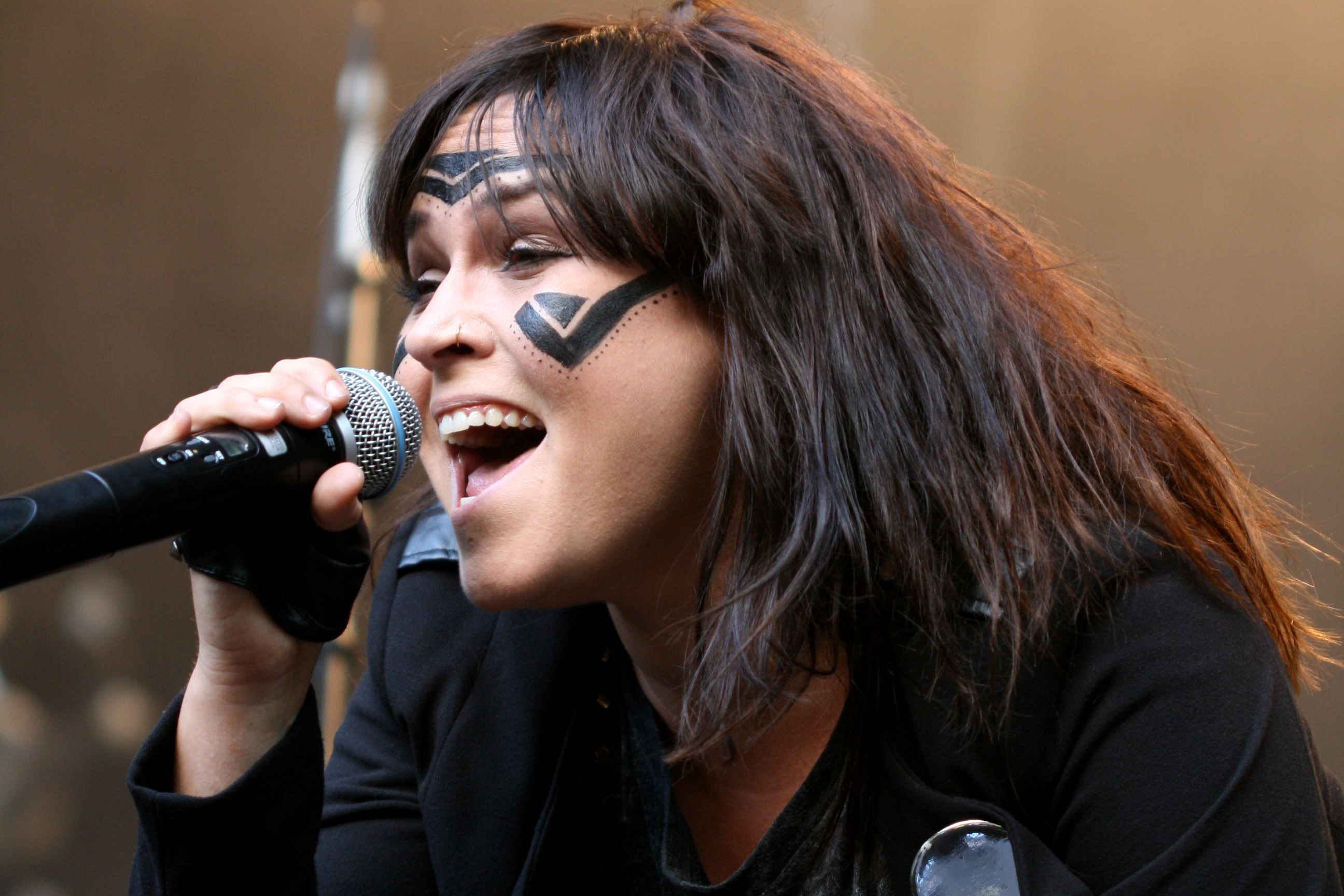
Grossstadtgeflüster beim Taubertal 2013

Des Weiteren existierte seit 2008 ein neues „After-Show“-Konzept, das den in der Nähe des Festivalgelände liegenden Steinbruch nutzte, um in dessen Kulisse eine „After-Show“-Area zu errichten. Hier wurde am Abend des Festivaldonnerstags mit der „Warm-Up“-Party auch das Festival eröffnet. Stattdessen beginnt das Festival jetzt schon am Donnerstagnachmittag.
Das Taubertal-Festival unterhält lose Kooperationen mit den am selben Wochenende stattfindenden Festivals Open Flair und Rocco del Schlacko im Bereich des Bookings. Diese sind aber nicht so weitgehend wie bei Doppelfestivals, die jeweils von denselben Veranstaltern ausgerichteten werden, wie zum Beispiel Rock am Ring/Rock im Park oder Southside/Hurricane.
Der Preis für das 4-Tages-Ticket liegt mit unter 200 Euro niedriger als bei den großen Festivals wie Rock am Ring oder Wacken. Es gibt ein Awareness-Team. Da die meisten Campingplätze und die Stadt Rothenburg selbst oberhalb des Festivalgeländes im Taubertal liegen, ist ein Busshuttle eingerichtet. Des Weiteren werden ein Bobbycar-Rennen, ein Flunkyball-Turnier und eine „Biermesse“ veranstaltet.
Zum 25. Jubiläum 2021 wurde eine weitere Bühne auf dem Campingplatz Berg eröffnet sowie ein Veranstaltungsort im Burggarten der Stadt betrieben. Das dort stattfindende, durch Workshops und Lesungen erweiterte Festivalprogramm ist entgeltfrei besuchbar.

## Veranstalter
Der Gründer 1996 und Veranstalter des Festivals ist Volker Hirsch. Die Organisation übernimmt seine KARO Konzert-Agentur Rothenburg GmbH. Ab Ende 2021 bis Ende 2023 hielt die Bertelsmann-Tochter BMG Rights Management (BGM) eine Direktbeteiligung von 51 % am Veranstalter KARO Konzert-Agentur Rothenburg GmbH. Seit Ausstieg der BMG ist KARO wieder alleiniger Anteilshalter.

## Termine und Bands
| Jahr | Datum          | Bands |
| ---- | -------------- | --- |
| 1996 | 12.–14. Juli   | Héroes del Silencio, Jazzkantine, Fools Garden, The Bates, Freaky Fukin Weirdoz, WIZO, Inchtabokatables, J.B.O., Surrender Dorothy, The Seer, Die Schröders, Strassenjungs, Darwins |
| 1997 | 11.–13. Juli   | Die Fantastischen Vier, Fury in the Slaughterhouse, Leningrad Cowboys, Dog Eat Dog, Fiddler’s Green, Mr. Ed Jumps the Gun, Die Schröders, Darwins, Freundeskreis, No Sex Until Marriage, Kürsche, No Sports, Messer Banzani, Wild Thing |
| 1998 | 24.–26. Juli   | The Cure, The Sisters of Mercy, Guano Apes, Fettes Brot, Tito & Tarantula, H-Blockx, Sabrina Setlur & Xavier Naidoo, Cornershop, The Bates, Such a Surge, Spectacoolär, Readymade, Rainbirds, Subway to Sally, Farmer Boys, De/Vision, Merlons, Blind Passengers, Press Darlings, The Jinxs, Yellowide, Florian Ast, Dan u. a. |
| 1999 | 24.–26. Juli   | Die Fantastischen Vier, New Model Army, Fun Lovin’ Criminals, Paradise Lost, Gotthard, Knorkator, Joachim Witt |
| 2000 | 11.–13. August | Fury in the Slaughterhouse, Jazzkantine, In Extremo, Vivid, Stone the Crow, Die Happy und J.B.O. |
| 2001 | 10.–12. August | New Model Army, Travis, Apocalyptica, Ash, Wheatus, H-Blockx, Project Pitchfork, Subway to Sally, Donots |
| 2002 | 19.–21. Juli   | Die Toten Hosen, Beatsteaks, The Busters, Bloodflowerz, Boppin’B, Die Happy, Emil Bulls, Fiddler’s Green, Heather Nova, Heyday, In Extremo, Pale, Schandmaul, Sportfreunde Stiller. Suit Yourself, Son Goku feat. Thomas D, Tell Your Mother, Therapy?, 4Lyn |
| 2003 | 8.–10. August  | Hans Söllner, Farin Urlaub, Wir sind Helden, HIM, The Cardigans, Donots, Seeed |
| 2004 | 13.–15. August | Die Ärzte, Subway to Sally, Bloodhound Gang, Wir sind Helden, Mia, Wohlstandskinder |
| 2005 | 12.–14. August | Nightwish, Bad Religion, Mando Diao, Oomph!, Sportfreunde Stiller, Fettes Brot, In Extremo, Juli |
| 2006 | 11.–13. August | Blackmail, Bloodhound Gang, Culcha Candela, Donots, Millencolin, New Model Army, Revolverheld, Schandmaul, The Robocop Kraus, Tomte, Trashmonkeys, Turbonegro, Wir sind Helden |
| 2007 | 10.–12. August | Beatsteaks, Bela B. Y Los Helmstedt, Gogol Bordello, H-Blockx, Madsen, Mando Diao, Pink, Shout Out Louds, Turbostaat |
| 2008 | 8.–10. August  | Die Ärzte, Die Fantastischen Vier, The Hives, Fettes Brot, Editors, Anti-Flag, Adam Green, Culcha Candela, Danko Jones, Kaizers Orchestra, Moneybrother, Nephew und Panteón Rococó |
| 2009 | 7.–9. August   | Die Toten Hosen, Farin Urlaub Racing Team, Maxïmo Park, Taking Back Sunday, In Extremo, Flogging Molly, The Subways, The Rifles, Clueso, Sondaschule, Frittenbude, Montreal, Asaf Avidan & the Mojos und The National |
| 2010 | 13.–15. August | The Prodigy, Jan Delay, The Hives, Skunk Anansie, Ska-P, Fettes Brot, LaBrassBanda, Bela B, The Sensational Skydrunk Heartbeat Orchestra, Bad Religion und The Gaslight Anthem |
| 2011 | 12.–14. August | Iggy & the Stooges, Rise Against, Die Fantastischen Vier, NOFX, Knuckles of Frisco, Dropkick Murphys, The Subways, Bullet for My Valentine, Pendulum, The Locos, Donots, Schandmaul und Klimmstein |
| 2012 | 10.–12. August | Placebo, The BossHoss, Beatsteaks, H-Blockx, Kraftklub, Social Distortion, Bush, Broilers, Boysetsfire, Heaven Shall Burn, Royal Republic, Yellowcard und Zebrahead |
| 2013 | 9.–11. August  | Die Ärzte, Deichkind, Biffy Clyro, Skunk Anansie, Editors, Chase & Status, Bad Religion, Flogging Molly, … And You Will Know Us by the Trail of Dead, Pennywise, Subway to Sally, Frittenbude, Jennifer Rostock, Triggerfinger, Itchy Poopzkid, Turbostaat und Django 3000 sowie Awesome Arnold |
| 2014 | 8.–10. August  | Seeed, Biffy Clyro, Casper, Sportfreunde Stiller, Ska-P, Broilers, The Subways, Jimmy Eat World, Enter Shikari, Lagwagon, Zebrahead, Samy Deluxe, Kakkmaddafakka, Augustines, Trampled by Turtles, Dave Hause, SDP, Kill It Kid, Eskimo Callboy, Die Schröders, Russkaja, Movits!, OK Kid, Montreal, Emil Bulls, Fiva, Mia Moth, Kellerkommando, Liedfett und The Intersphere |
| 2015 | 7.–9. August   | Farin Urlaub Racing Team, The Offspring, Kraftklub, Against Me!, Madsen, Marteria, Ferris MC, Dropkick Murphys, Beatsteaks, Django 3000, The Majority Says, Team Me, Babylon Circus und Get Dead |
| 2016 | 11.–14. August | Limp Bizkit, Die Fantastischen Vier, K.I.Z, Wolfmother, Sum 41, Bosse, Wanda, Wizo, Royal Republic, Boysetsfire, Donots, Clutch, Turbostaat, Moop Mama und Feine Sahne Fischfilet |
| 2017 | 10.–13. August | Rise Against, Jennifer Rostock, Anti-Flag, Biffy Clyro, Casper, In Extremo, Alligatoah, Billy Talent, Fiddler’s Green, The Amity Affliction, Emil Bulls, Itchy, Antilopen Gang |
| 2018 | 9.–12. August  | Beatsteaks, Broilers, Conclusion of an Age, Creeper, Editors, Faber, Feine Sahne Fischfilet, Gogol Bordello, Hilltop Hoods, Hot Water Music, Idles, In Flames, INVSN, Joris, Käptn Peng & Die Tentakel von Delphi, Kraftklub, Marteria, Pawn Painters, Silverstein, Swiss und die Andern, SWMRS, Talco, The Baboon Show, The Menzingers, Zeal & Ardor |
| 2019 | 8.–11. August  | Headliner: The Offspring (ausgefallen wegen Unwetter), Die Fantastischen Vier, Die Toten Hosen Weitere Acts: Bullet for My Valentine (ausgefallen wegen Unwetter), Madsen, Barns Courtney, Bosse, Donots, Erwin & Edwin, Eskimo Callboy, Frank Carter and the Rattlesnakes, Frittenbude, KAFVKA, MC Fitti, Megaloh, Milliarden, Moop Mama, Nothing but Thieves, OK Kid, Pottinger, Russkaja, SIND, Shame (ausgefallen wegen Unwetter), The Chats, The Slow Readers Club, Trettmann, Turbobier, Von Wegen Lisbeth, Yungblud (ausgefallen wegen Unwetter), Zebrahead |
| 2020 |                | Das Festival zum 25-jährigen Jubiläum fand aufgrund der COVID-19-Pandemie nicht statt und wurde auf 2021 verschoben. Alle Bands, die ursprünglich für 2020 zugesagt hatten, hatten angekündigt, 2021 spielen zu wollen. |
| 2021 |                | Das Festival wurde erneut verschoben. |
| 2022 | 11.–14. August | Headliner: Kraftklub, SDP, Annenmaykantereit und Kontra K. Weitere Acts: LaBrassBanda, WIZO, Fiddlers Green, Flogging Molly, Biffy Clyro, Clutch, u.v.m |
| 2023 | 10.–13. August | Headliner: Peter Fox, Broilers, Marteria Weitere Acts: 102 Boyz, Afternoon Astronauts, As Everything Unfolds, The Baboon Show, Beersteins, Betterov, Bilderbuch, Blackout Problems, Call it a Day, Catch The Fox, Dancefloor Cleaning System, Deine Cousine, Destroy Boys, Dicht & Ergreifend, Disarstar, Donots, Drei Meter Feldweg, Edwin Rosen, Electric Callboy, Engst, Fjørt, Frank Turner & The Sleeping Souls, Grell, Grossstadtgeflüster, Indra, Jane Doe, Kid Simius, Mambo Kurt, Me First and the Gimme Gimmes, Mola, Oscar Kusko, PIN, Pottinger, Provinz, Querbeat, Roots Generation, Schmyt, Team Scheisse, The Rock Boy, The Subways, Thunderkant, TRAinnovation, While She Sleeps, Wojtek |
| 2024 | 8.–11. August  | Headliner: Alligatoah, Rise Against, Deichkind Weitere Acts: Akne Kid Joe, Beatsteaks, Bibiza, Bold´n´Harry, Bosse, Bukahara, Das Lumpenpack, Dilla, Dritte Wahl, Esther Graf, Feine Sahne Fischfilet, Focus., Giant Rooks, Hazel the Nut, Heischneida, Hot Wax, Kytes, Los Brudalos, Master Peace, Mayberg, Montreal, Nina Chuba, Nova Twins, O´Hamlet, Roy Bianco & Die Abbrunzati Boys, Swiss und die Andern, Talco, Tyna, Widersacher aller Liedermacher, Würzburger Kneipenchor, Zebrahead |
| 2025 | 7.–10. August  | Headliner: Yungblud, Papa Roach, Kontra K Weitere Acts: I Prevail, Nothing But Thieves, 01099, Enter Shikari, Mehnersmoos, Madsen, H-Blockx, Irie Revoltes, Hilltop Hoods, Ennio, The Butcher Sisters, Raum27, Dubioza Kolektiv, Emil Bulls, Heisskalt, Team Scheisse, The Chats, Kasi, From Fall To Spring, Betontod, Paula Carolina, 100 Kilo Herz, Revnoir, Thormesis |